# Templul subteran Seokguram
Templul subteran Seokguram (în coreeană: 석굴암 în hangŭl, 石窟庵 în hanja) este un schit care face parte din complexul templului Bulguksa. Este situată la 4 kilometri est de partea principală a complexului, pe Muntele Tohamsan, în orașul Gyeongju, Coreea de Sud. Peștera are vedere la Marea Japoniei și se află la 750 de metri deasupra nivelului mării. În 1995, a fost inclus în Patrimoniul Mondial UNESCO, împreună cu Templul Bulguksa, deoarece conține unele dintre cele mai importante sculpturi budiste din lume.
Conform tradiției, a fost construit de Gim Daeseong și inițial numele său era Seokbulsa („Templul Buddha de piatră”). Lucrările au început în 742 sau 751, în timpul vârfului cultural al regatului Silla. Peștera a fost finalizată în 774, la scurt timp după moartea lui Gim. Astăzi, templul este considerat unul dintre principalele puncte turistice din peninsula coreeană, la care se poate ajunge în aproximativ o oră de drum din complexul principal.